# Längezeichen

Das Längezeichen

Das Längezeichen (ː) ist ein dem Doppelpunkt (:) ähnliches Zeichen im Internationalen Phonetischen Alphabet (IPA) und zeigt an, dass der durch den vorhergehenden Buchstaben dargestellte Laut lang (gedehnt) ausgesprochen werden muss.
Das Wort Längenzeichen dient als Oberbegriff für drei Zeichen: die beiden Dehnungszeichen Längezeichen (ː), Halblangzeichen (ˑ), und Kürzezeichen (˘) des IPAs.
IPA-Nummer des Zeichens ist 503 und die Unicode-Standard-Nummer (UCS) lautet U+02D0, in HTML kann es mit &#720; erzeugt werden. In X-SAMPA wird es mit dem gewöhnlichen Doppelpunkt dargestellt.
Beispiele für die Verwendung des Längezeichens sind die Wörter:
- deutsch Naht [naːt]
- englisch yeast [jiːst], deutsch ‚Hefe‘
- italienisch canna [kanːa], deutsch ‚Rohr‘